# Il sole nudo
Il sole nudo (The Naked Sun) è un romanzo di fantascienza di Isaac Asimov, secondo libro appartenente al Ciclo dei Robot dopo Abissi d'acciaio. Il romanzo venne pubblicato in volume nel 1957, dopo essere apparso a puntate nella rivista Astounding Science Fiction fra l'ottobre e il dicembre 1956.
Come il romanzo di cui costituisce il seguito, è una detective story e chiarisce un'idea di Asimov: la fantascienza è un ingrediente che può essere applicato ad ogni genere letterario. Il protagonista è nuovamente il detective terrestre Elijah Baley in collaborazione con il robot umanoide R. Daneel Olivaw. 
Il Ciclo dei Robot, a cui questo romanzo appartiene, era inizialmente separato sia dal Ciclo dell'Impero che dal Ciclo della Fondazione, benché alcuni elementi delle tre serie mostrassero comunque riferimenti e sovrapposizioni. Comunque Asimov cercò di sviluppare, negli ultimi anni della sua vita, un'organizzazione e un'armonizzazione dei tre cicli.

## Trama
Rikaine Delmarre, un "fetologista" (scienziato fetale), responsabile del centro nascite del pianeta Solaria, ostile alla Terra, viene ucciso. Nonostante l'odio che separa la Terra dai nuovi pianeti degli Spaziali, il poliziotto terrestre Elijah Baley viene chiamato a investigare su richiesta del governo solariano. Nonostante i difficili rapporti fra i due pianeti, il governo terrestre accetta la richiesta per individuare eventuali punti di debolezza nella società solariana. Il pianeta non possiede una forza di polizia, resasi inutile grazie all'isolamento in cui vivono i suoi abitanti. Baley viene scelto grazie alla fama che si è conquistato (nella vicenda narrata nel romanzo Abissi d'acciaio), e gli viene affiancato nuovamente il robot positronico R. Daneel Olivaw.
Nonostante le innumerevoli difficoltà parategli dinanzi dalla società solariana, Baley riesce a risolvere il caso, indicando come autore del delitto il roboticista Jothan Leebig, che stava lavorando a un modo per superare l'inabilità robotica di nuocere agli esseri umani. 
Il roboticista cercava di sfruttare una falla nella Prima Legge che controlla l'operato dei robot, vale a dire la mancanza della parola "coscientemente". Infatti sarebbe possibile far causare un danno ad un essere umano se il robot non si rendesse conto che la sua azione è potenzialmente dannosa. Elijah porta ad esempio un fatto di per sé semplicissimo, ovvero: immaginiamo che ad un robot venga detto "metti una piccola quantità di questo liquido nel contenitore di latte che troverai in tal posto. Una volta saputo l'effetto, il composto verrà gettato via. Una volta eseguita questa azione, ti dimenticherai di averla compiuta". Se fosse ordinato allo stesso robot di servire il latte ad un essere umano, la Prima Legge lo spingerebbe ad interrogarsi sulla natura del liquido e a rifiutare di offrire il latte. In questo modo, invece, la Prima Legge non entra in azione, e il latte può essere tranquillamente servito all'essere umano da un robot ignaro dell'alterazione del liquido.
Proprio usando questa tecnica, Leebig riesce quasi a causare la morte di Gruer, capo della sicurezza di Solaria e ad uccidere Rikiane creando un robot con giunture staccabili, utilizzate poi dalla moglie, Gladia. Per di più Lije cade quasi vittima di uno stratagemma simile alla fabbrica di bambini.
Le possibili conseguenze di questa falla nella programmazione robotica vengono sviluppate da Baley fino a immaginare una guerra combattuta da robot, il che sarebbe impensabile nel mondo di Asimov, rigidamente governato dalle Tre leggi della robotica.
Leebig si suicida prima della cattura a causa della fobia solariana per i contatti umani. Colui che avrebbe dovuto arrestarlo era il robot R. Daneel Olivaw, talmente perfezionato da essere praticamente indistinguibile da una persona.
Nonostante la sua colpevolezza, Baley non rivela il ruolo di Gladia nell'omicidio, perché fra i due nasce un sentimento, peraltro non concretizzato. L'investigatore riesce a far trasferire la donna sul pianeta Aurora, dove questa potrà far riemergere la sua componente umana e sociale, negatale dalla società solariana.

## Ambientazione
Il romanzo si concentra sui singolari costumi della società solariana, in cui il numero di abitanti è rigidamente controllato e i robot superano gli umani con un rapporto di diecimila a uno. I solariani sono educati dalla nascita a evitare il contatto umano, e vivono in immense proprietà da soli o al massimo con il coniuge, che comunque vedono durante la giornata solo per alcuni minuti, dove il rapporto è limitato a brevi conversazioni. Qualsiasi rapporto fisico è considerato non solo sgradevole dai solariani, ma persino ripugnante. La comunicazione viene effettuata soltanto attraverso trasmissioni olografiche.
Anche la Terra sembra essersi evoluta in una società inusuale, con la popolazione confinata, o piuttosto ormai interamente assuefatta, a una vita sotterranea, senza uscire mai all'aperto. Si è infatti sviluppata una forma di agorafobia collettiva, un'irrazionale paura contro l'essere esposti al sole nudo.
Elijah Baley rientra sulla Terra senza aver scoperto informazioni utili al suo governo, ma evidenziando i difetti della società terrestre. Le conseguenze della sua missione vengono comunque alla luce nel romanzo successivo, I robot dell'alba, che segna una pietra miliare per la storia futura dell'umanità.
Le conseguenze estreme dell'isolamento solariano si paleseranno poi in un lontanissimo futuro, descritte nel libro Fondazione e Terra, l'ultimo del Ciclo della Fondazione.

## Edizioni
- Isaac Asimov, The Naked Sun, 1957.

### Principali edizioni italiane
- Isaac Asimov, Il sole nudo, traduzione di Beata Della Frattina, collana Urania n. 161, Arnoldo Mondadori Editore, 1957,  p. 128.
- Isaac Asimov, Il sole nudo, traduzione di Rita Botter Pierangeli, collana Gamma. I Capolavori della Fantascienza 17, Ennio Ciscato Editore, 1976.
- Isaac Asimov, Il sole nudo, traduzione di Beata Della Frattina, collana Classici Urania - 20, Arnoldo Mondadori Editore, 1978,  p. 172.
- Isaac Asimov, Il sole nudo, traduzione di Giuseppe Lippi, collana Oscar fantascienza, Arnoldo Mondadori Editore, 1986,  p. 246.